# Josua, der Sohn Nuns

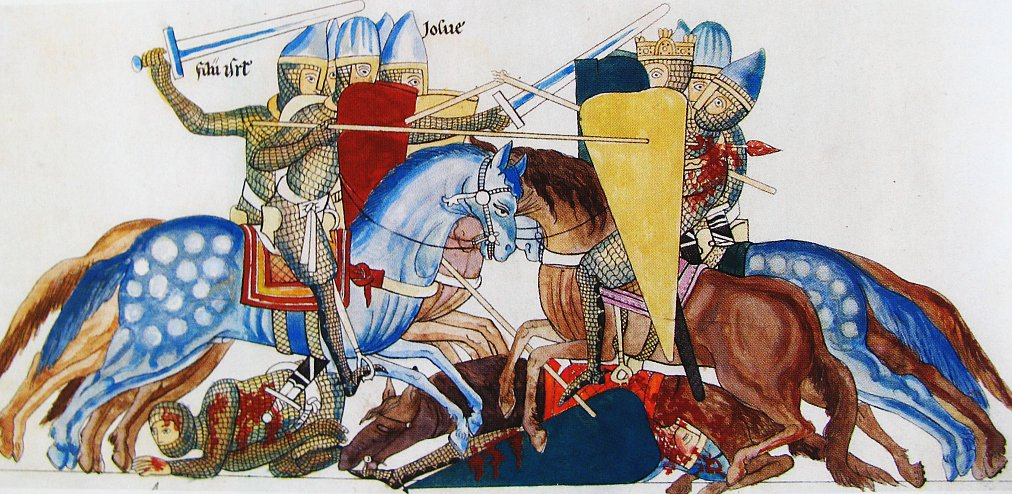
Josua im Kampf mit dem König der Amalekiter, Darstellung aus dem Hortus Deliciarum der Herrad von Landsberg, um 1175

Josua (Jehoshua יְהוֹשֻׁעַ Yəhôšuaʿ), Sohn des Nun, ist eine Gestalt des Tanach. Laut dem  biblischen Buch Josua führte Josua als Nachfolger des Mose die Israeliten bei der Landnahme in Kanaan an.

## Name

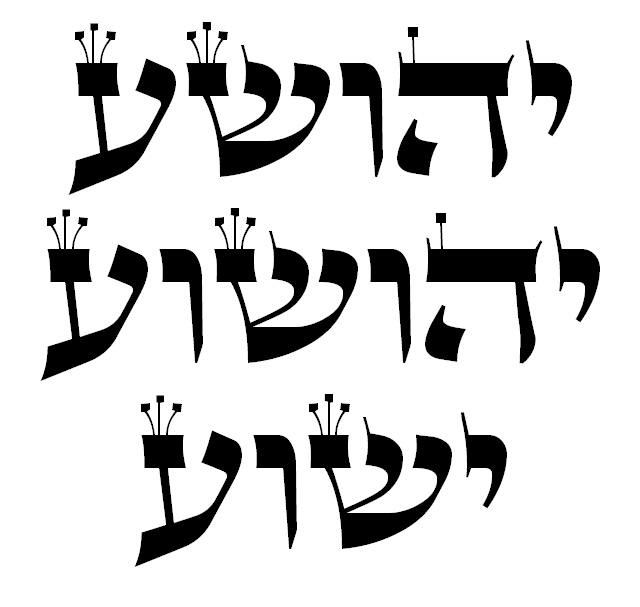
Jehoschua, Jeschua in den Varianten des masoretischen Textes

Der hebräische Name Josua erscheint im MT hauptsächlich in der Schreibweise יְהוֹשֻׁעַ jəhôšua‘, daneben aber auch als יְהֹושׁוּעַ jəhôšûa‘ und bedeutet „JHWH ist Retter / Rettung / Hilfe“.

## Biblische Darstellung
Josua stammt aus dem israelitischen Stamm Ephraim. Über den Vater Nun gibt es keine weitere Information. Er wird außer als Vater Josuas nur noch in einer Genealogie in 1 Chr 7,25–27  erwähnt mit dem Zusatz, dass Josua in der achten Generation nach Ephraim geboren sei. Erstmals tritt Josua in Ex 17,9  in Moses’ Auftrag als Heerführer im Kampf der Israeliten gegen Amalek auf. In Ex 24,13  begleitet er Moses als Diener bei dessen Besteigung des Gottesberges Sinai. Josua nimmt somit nicht Teil am Abfall des Volkes von JHWH beim Götzendienst um das Goldene Kalb in Ex 32 . In Num 13,16  trägt Josua zuerst noch den Namen Hoschea, Sohn des Nun, bekommt aber von Moses den neuen Namen Josua. Hier gehört Josua als Anführer des Stammes Ephraim zusammen mit Kaleb, dem Sohn Jefunnes aus dem Stamm Juda, zu den Kundschaftern der zwölf Stämme, die die Eroberung des Landes vorbereiten sollen. Die Kundschafter finden eine Riesentraube und bringen sie mit ins Lager. Josua und Kaleb wollen die Eroberung vorantreiben, während die Führer der anderen Stämme zaudern und nicht an der Eroberung teilnehmen wollen. Zur Strafe für die Uneinigkeit und das Zaudern muss das Volk Israel weitere 40 Jahre auf der Wanderung in der Wüste verbringen, bis die ganze Generation gestorben ist, nur Josua und Kaleb dürfen später in das gelobte Land einziehen.

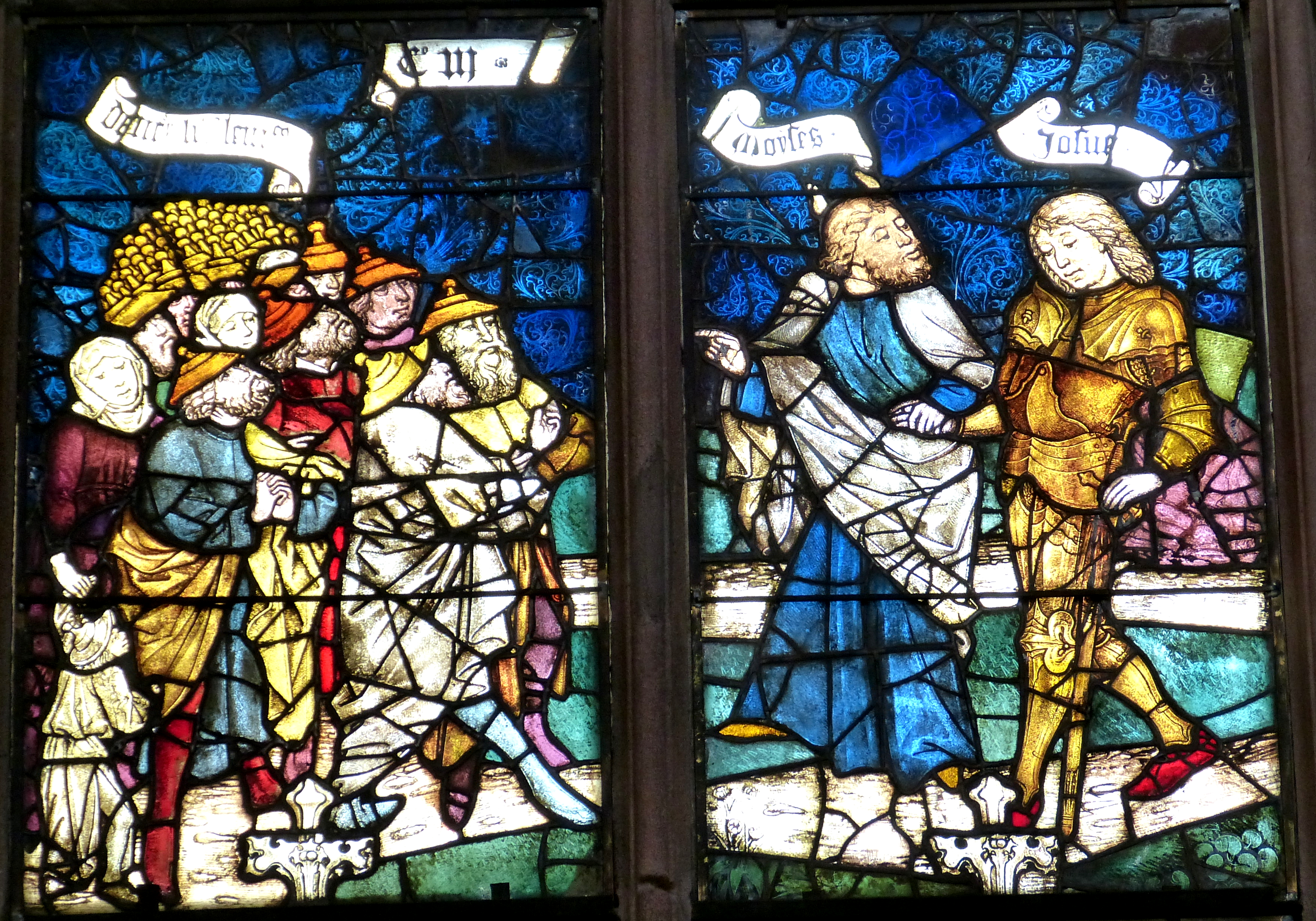
Ernennung Josuas zum Nachfolger von Moses, Lorenzkirche (Nürnberg)

In Num 27  wird Josua zum Nachfolger des Mose bestimmt. In Dtn 31,7  wird er ein weiteres Mal berufen. Das Buch Josua erzählt die Geschichte der Landnahme nach dem Tode Moses weiter.
→ Landnahme der Israeliten
Josua übernimmt im Buch Josua die Rolle des Heerführers und führt das Volk in Jos 3  von Osten her über den Jordan in das gelobte Land und lässt in Gilgal zwölf Gedenksteine aufstellen, Jos 4 . In einer Theophanie in Jos 5,13  begegnet Josua in Gilgal einem Mann mit Schwert, einem Gottesboten, wie sich herausstellt. Die Kapitel 6 bis 8 verknüpfen Josua mit ätiologischen Sagen über die Zerstörung der Städte Jericho und Ai. Am Ende von Kapitel 12 kommt ein Verzeichnis der besiegten Könige des Ost- und Westjordanlandes. In Kap 13-19 verteilt Josua das Land im Gebirge und in der Schefela, in der Arava und an den Bergabhängen, in der Wüste und im Negev, das die besiegten Amoriter, Hethiter, Hiwiter, Jebusiter, Kanaaniter und Perisiter verloren hatten, an die einzelnen Stämme Israels. Es gibt eine Tradition zum Grab des Josua nach Jos 24,30  in Timnat-Serach oder nach Ri 2,9  in Timnat-Heres auf dem Gebirge Ephraim.

## Historische Einschätzung
Der Pentateuch und das Buch Josua lassen sich aus wissenschaftlicher Sicht kaum als historische Quellen für das Leben Josuas auswerten. Die Geschichte über die Aufstellung der zwölf Gedenksteine in Gilgal anlässlich der Jordanüberquerung und die Berichte über die Eroberung der Städte Jerichos und Ai sind ätiologische Sagen. Diese Geschichten geben eine Erklärung für die dort vorhandenen Gedenksteine und Trümmerhügel, sind jedoch keine ursprünglichen Überlieferungen über Josua. Ai, hebr. עַי als Name der Stadt geht zurück auf das hebräische עִי (ʿi), was Ruine oder Trümmer bedeutet. Die Zerstörung lag so weit zurück, dass der ursprüngliche Name der Stadt nicht mehr bekannt ist.
Die archäologischen Befunde zeigen dass beide bronzezeitlichen Städte Jahrhunderte vor der Landnahme ab dem 12. Jh. v. Chr. zerstört wurden, also mit den Ereignissen der Landnahme in der frühen Eisenzeit nichts zu tun haben können. Lediglich in Jericho befanden sich auf dem Siedlungshügel der zerstörten bronzezeitlichen Stadt noch einige unbefestigte Gebäude der frühen Eisenzeit. Gegen Historizität sprechen die Erzählungen des Richterbuchs, die den gleichen Zeitabschnitt beschreiben, aber ein völlig anderes Bild von der wechselvollen Landnahme zeichnen. Erzählerisch bildet das Josuabuch die Fortsetzung und Erfüllung der im Pentateuch formulierten Landverheißungen JHWHs an die Erzväter und das Volk. Die theologische Konzeption entspricht stark dem Pentateuch, sodass die enge Zugehörigkeit mit dem Begriff Hexateuch zum Ausdruck gebracht werden dürfte. Vor diesem Hintergrund sollten die Josuaerzählungen nicht als historische Berichte gesehen werden. Sie sind vielmehr Teil des deuteronomistischen Geschichtswerks, das eine gezielte theologische Deutung der alten Überlieferung vornimmt und die Ereignisse in einer rekonstruierten Reihenfolge darstellt. Andererseits sind die Namen Josua und Kaleb verknüpft mit Kämpfen bei der Landnahme und es gab bis ins Mittelalter hinein eine uralte Grabtradition zu Josua. Eine historische Person Josua als Heerführer des Stammens Ephraim ist wahrscheinlich, wobei verschiedene Sagen auch nachträglich mit Josua in Verbindung gebracht wurden.

## Gedenktage
- römisch-katholisch, orthodox und armenisch: 1. September. In der armenischen Kirche auch 17. Januar und 26. Dezember
- koptisch: 20. Juni
- evangelisch: 1. September im Kalender der Lutherischen Kirche – Missouri-Synode